# EMC Isilon
Isilon Systems je bila kompjuterska i programerska kompanija sa predstavništvom u Sijetlu. Prodavala je umrežene sisteme za skladištenje podataka i programe za digitalni sadržaj i druge nestruktuirane podatke mnogim industrijama. Isilon je kupljen od strane EMC Korporacije u Novembru 2010. godine.

## Pregled poslovanja
U 2002, Isilon je primio opasan poduhvat finansiranja od firme Sequoia Capital. Korisnici Isilona su bili i NBC Universal, Cedars-Sinai, Kelman Technologies, kao i Kodak, uz mnoge druge.
Isilon je dizajnirao i razvijao svoj umreženi sistem skladištenja podataka specijalno za potrebe čuvanja, upravljanja i pristupa digitalnom sadržaju i ostalim nestruktuiranim podacima. Isilon umreženi sistem skladištenja podataka je sastavljen od tri ili više čvorova. Svaki čvor je samostalan uređaj koji se postavlja u orman koji sadrži standardne industrijske komponente, ukljućujući hard diskove, procesore, memorije i mrežne interfejse. Integrisan je sa njihovim operativnim sistemom koji se zove OneFS (baziran na FreeBSD), koji unificira grozd čvorova u jedan deljeni resurs.
Isilon prodaje svoje proizvode indirektno putem kanala partnerskih programa koji su sastavljeni od preko 100 distributera, ali i direktno kroz svopstvenu prodaju.

## Finansijski problemi i promena u upravnom odboru
Sujal Patel, koji je osnovao Isilon 2001. godine i služio kao tehnički direktor, vratio se u kompaniju kao izvršni direktor u oktobru 2007. Ovo je ispraćen ostavkom izvršnog direktora Stiva Goldmana i finansijskog direktora Stjua Fulendorfa. U aprilu 2008. Isilon je prijavio sumnjiv prihod pod predhodnim režimom. Brojni izveštaji o zaradi prijavljeni vlasti od 2006. do 2007. su revidirani. Isilon predstavlja nov pravilnik o prihodu kako bi zaustavila poremećaj predhodnih događaja.

## Tehnologija i arhitektura
Isilon umreženi sistem skladištenja podataka ima arhitekturu koja se sastoji od nezavisnih čvorova koji su integrisani sa OneFS operativnim sistemom. Sistem može biti instaliran u standardnim uslovima datacentara i dostupan je korisnicima i aplikacijama koji se pokreću na Windows, Unix/Linux i Mac operativnim sistemima korišćenjem industrijskim standardnim protokolima za razmenu podataka preko standardnog gigabitnog ili 10-gigabitnog Etherneta.
Nodovi unutar grozda komuniciraju jedni sa drugim preko zasebnog infiniband lokalne mreže. Arhitektura je dizajnirana tako da svaki nod ima domet i mogućnost pisanja i brisanja sa celokupnog fajl sistema.
Jezgro tehnologije Isilon sistema je u OneFS operativnom sistemu, koji donosi unificiran operativni sistem i može isporučiti preko 100GB/s protoka (u zavisnosti od veličine grozda). OneFS operativni sistem je dizajniran sa funkcionalnošću deljenja fajlova preko svih nodova u grozdu, potpuno distibuiran sistem zaključavanja fajlova, keširanje, potpuno distribuirane meta podatke, a udaljeni blok menadžer koji je zadužen za celokupnu povezanost i sinhronizaciju unutar grozda.
U julu 2007. godine, Isilon je predstavio proizvode pod imenom IQ 9000 i EX 9000 sisteme za skladištenje podataka, obećavajući do 1,6 petabajta kapaciteta u jednom fajl sistemu i jednom volumenu.. Novi proizvodi su lansirani u septembru 2008. godine, sa podizanjem kapaciteta do 2,3PB i u martu 2009. godine na 3,4PB. U maju 2011, podigli su kapacitet na 15PB. Od novembra 2013, imenovali su kapacitet na 20.7PB A od decembra 2014, kapacitet je podignut na 30.2PB u NL400 specifikaciji.
Najčešći tipovi čvorova su S serija čvorova koji donosi visoke performanse, X serija koja donosi velik protok podataka, i NL serija koja nam donosi velik kapacitet. Sva tri tipa čvora mogu da koegzistiraju simultano u jednom fajl sistemu na jednom grozdu. Proširiva arhitektura može porasti do 144 čvorova u jednoj grozdu i čvorovi mogu biti dodati po potrebi zbog kapaciteta ili performansi. Ovo omogućuje podacima da budu sačuvani u jednom kontejneru i eleminiše ostrva skladišta, koja su velika muka za administratore sistema za skladištenje podataka. Sem jednostavnosti, Isilon donosi veoma veliku iskorišćenost sistema.
| EMC ISILON Hardverske platforme                                                      | EMC ISILON Hardverske platforme                                                                 | EMC ISILON Hardverske platforme                                                                    |
| ------------------------------------------------------------------------------------ | ----------------------------------------------------------------------------------------------- | -------------------------------------------------------------------------------------------------- |
| S-Serija Specijalno namenjena za visok broj transakcija i IOPS zahtevnijim poslovima | X-Serija Fleksibilno rešenje za ubrzan konkurentni i sekvencijalni protok saobraćaja aplikacija | NL-Serija Specijalno namenjena za jeftiniji sistem za skladištenje podataka sa velikim kapacitetom |
| EMC Isilon S200                                                                      | EMC Isilon X200                                                                                 | EMC Isilon NL400                                                                                   |
| EMC Isilon S210                                                                      | EMC Isilon X400                                                                                 | |
|                                                                                      | EMC Isilon X410                                                                                 | |

Isilon omogućava multi protokolni pristup podacima koristeći NFS ili SMB/CIFS ili FTP. Isilon jedinstveno podržava HDFS kao protokol dozvoljavajući Hadoop analitike da budu izvođene na podacima koji egzistiraju na sistemu. Podaci mogu biti sačuvani korišćenjem jednog protokola i može im se pristupiti korišćenjem drugog protokola. Ključni delovi koji sastavljaju Isilon su OneFS operativni sistem, NAS arhitektura i mogućnosti koje su potrebne velikim firmama.

## Akvizicija od strane EMC-a
15. novembra 2010. godine objavljeno je da je EMC korporacija poželela da otkupi Isilon za 2,25 milijardi dolara. EMC je rekao da sa njihovom akvizicijom Isilon-a će moći bolje da obezbede sistemsku infrastrukturu za privatni i javni cloud sa fokusom na takozvanim velikim podacima, kao što su DNK sekvenciranje, online streaming i istrazivanja vezana za naftu i prirodni zemni gas.

## Spoljašnje veze
- Званични веб-сајт